# Droga wojewódzka nr 628
Droga wojewódzka nr 628 (DW628) – droga wojewódzka znajdująca się od stycznia 2023 roku w całości na terenie Warszawy. Poprowadzono ją starym przebiegiem drogi krajowej nr 2, początkowo od węzła Puławska na południowej obwodnicy Warszawy ulicami: Puławską, Doliną Służewiecką, aleją gen. Sikorskiego, aleją Wincentego Witosa, Trasą Siekierkowską, Płowiecką, Bronisława Czecha i Traktem Brzeskim do węzła Warszawa Wschód na pograniczu Warszawy i Zakrętu.
Na początku lutego 2023 roku, na mocy Uchwały nr 9/23 Sejmiku Województwa Mazowieckiego z dnia 17 stycznia 2023 r., odcinek trasy między węzłem Puławska z południową obwodnicą Warszawy a ulicą Wał Miedzeszyński został pozbawiony kategorii drogi wojewódzkiej i przemianowany na drogę powiatową.

## Dawny przebieg
Poprzednio trasa biegła wzdłuż ul. Legionów w Wołominie łącząca drogę wojewódzką 634 ze stacją kolejową Wołomin. DW628 była w całości położona w obrębie miasta Wołomin. Drogę w całości pozbawiono kategorii drogi wojewódzkiej we wrześniu 2020 roku.